# シリア陸軍
シリア陸軍、正式名シリア・アラブ陸軍（Syrian Arab Army（SAA）、アラビア語: الجيش العربي السوري ）は、シリア軍の陸軍部門。4つの制服軍の中で支配的な部門であり、シリア軍の最上級の役職を支配しており、最大の人員を擁し、全軍の約80パーセントを占めている。シリア陸軍は第一次世界大戦後、フランスがこの地域の委任統治権を得た後、フランスによって結成された現地の軍隊に由来する。シリアが完全独立する前年の1945年に正式に発足した。
1946年以来、陸軍はシリアの統治において主要な役割を果たし、計6回の軍事クーデター（1949年3月のクーデターと同年8月のサミ・アル＝ヒンナウィ大佐によるクーデター、1954年、1963年、1966年および1970年にそれぞれ1回）が行われている。同軍はイスラエルとは4回の戦争（1948年、1967年の第三次中東戦争、1973年の第四次中東戦争、1982年のレバノン侵攻）とヨルダンとは1回の戦争（1970年のヨルダン内戦）を戦ってきた。湾岸戦争中の1990年から91年にかけて、機甲師団もサウジアラビアに配備されたが、ほとんど活躍しなかった。シリア陸軍は1976年から2005年までのシリアのレバノン占領の主要な存在であった。国内的には1979〜82年のイスラム教徒の蜂起の鎮圧に大きな役割を果たし、2011年の初めからは、1940年代にシリア軍が設立されて以来最も暴力的で長期にわたる戦争であるシリア内戦での戦いに深く関わってきた。

## 歴史
1919年、フランスはシリアとレバノンのフランス委任統治領でレバント軍の一部としてレバント特別部隊を結成した。8000人の兵力を擁するレバント特別部隊は、後にシリア軍とレバノン軍の両方に成長した。この部隊は主にフランス軍を支援する補助として使用され、シリア人は少佐以下の階級を保持することが許されていたが、上級将校のポストはフランス人が保持した。
シリアが1946年に独立を果たした時、同国の指導者層は師団規模の陸軍を構想していた。1947年6月19日、シリア陸軍はパンアメリカン航空121便の生存者をデリゾールの長老派ミッション病院に連れて行った。第1旅団は1948年5月15日のシリアの対イスラエル戦争の時までに準備ができており、同旅団は2個歩兵大隊と1個機甲大隊で構成されていた。第2旅団は1948年のアラブ・イスラエル戦争中に組織され、第2旅団も2個歩兵大隊と1個機甲大隊を擁していた。
1948年のアラブ・イスラエル戦争の時、シリア陸軍は小規模で武装は不足し、訓練も不十分だった。「パリはシリアの平和維持を主にフランスの正規兵に依存し、現地の軍隊を軽視していた。その結果、訓練は活気がなく、規律は甘く、スタッフの仕事はほとんど知られていない...シリア陸軍には約1万2000人の兵士がいた。これらの部隊は主に3個歩兵旅団と、およそ大隊規模の機甲部隊にグループ化されていた」とポラックは書いている。
1948年から1967年の間に、一連の軍事クーデターが政府の安定性と陸軍内に残っていたプロフェッショナリズムを破壊した。1949年3月、参謀長のフスニー・アル・ザイム将軍が大統領に就任したが、クーデターにより僅か数か月で失脚し、その後1949年12月までに更に2人の軍事独裁者が大統領に就任している。アディブ・シシャクリ将軍は、1954年のクーデターで退陣するまで権力を握っていた。さらなるクーデターが続き、それぞれのクーデターでは敗者の支持者を部隊から排除するために将校隊の粛清が行われた。「部隊やその指揮官が異なるグループや政党に忠誠を誓うようになり、軍の規律は全面的に崩壊した。実際、1950年代後半までに状況は非常に悪化し、シリアの将校は異なる民族や政治的グループに属する上官の命令に定期的に背くようになっていた」とポラックは書いている。1963年のクーデターは、その主要な目的の1つとして、第70機甲旅団の本拠地であるアル＝キスワ軍事キャンプの押収を目的としていた。1966年にも新たなクーデターが起きた。
しかし、1967年には陸軍はある程度の戦力があったとみられ、約7万人の人員、約550台の戦車と突撃砲、500台のAPC、および約300個の大砲を保有しており、16個旅団（歩兵12個、機甲2個（おそらく第70機甲を含む）、機械化2個）を擁していた。シリア政府は16個旅団のうち機甲旅団と1個機械化旅団の両方を含む12個旅団をゴランに配備した。それぞれ4個旅団からなる3つの「旅団グループ」が配備され、北部の第12旅団グループはB'nat Ya'acov橋からヘルモン山の斜面までの区間の保持、南部の第35旅団グループはB'nat Yacov橋からヨルダンに面するヤルムーク川までの区間の保持、予備の第42旅団グループは戦域レベルの反撃の役割が割り当てられていた。第三次中東戦争でのイスラエルによるゴラン高原への攻撃では、イスラエル軍がシリアの陣地を突破したため、シリア軍はイスラエル軍の反撃に失敗した。シリアの部隊はイスラエル軍が彼らの射界に入るたびに懸命に戦ったが、最初の攻撃の間にイスラエル軍の見当違いと混乱を利用する試みはなかったように見える。
1970年の第5歩兵師団の報告を含む1967～1970年の報告から判断すると、陸軍はこの期間に最初の師団を形成したとみられる。第1、第3機甲師団、および第5、第7、第9機械化歩兵師団は、すべて1973年以前に結成されていた。サミュエル・M・カッツは、1970年11月にハーフィズ・アル・アサドが政権を獲得した後、陸軍は上記の5個師団に加えて、10個の独立旅団、（第69）砲兵ロケット旅団および「第70機甲旅団またはアサド共和国警備隊と様々に呼ばれる強化旅団（今日では機甲防衛軍として知られる）まで拡大しており、アサドの近衛兵としてダマスカスとその周辺に駐留し、アサドの兄弟リファトの指揮下にある防衛中隊に従属している」と書いている。

### 1970〜 2010年
1970年9月18日、シリア政府はパレスチナ解放機構（PLO）を支援するために強化機甲旅団を派遣し、ヨルダン内戦に関与した。シリアの機甲部隊は国境を越え、地元のパレスチナ人部隊の助けを借りてイルビドを制圧した。彼らはいくつかのヨルダン陸軍の分遣隊に遭遇したが、大きな問題もなく彼らを撃退した。その2日後には強力に強化された第5歩兵師団もヨルダンに派遣された。2個の機甲旅団が同師団に加わり、師団の戦車力は300台以上のT-55、兵力は1万6000人以上となった。師団はアル・ラムサでヨルダンに入り、そこでヨルダンのセンチュリオン戦車の一団を破壊し、アンマンに直接向かって進撃を続けた。ポラックは、彼らがヨルダンの王政そのものを打倒することを意図していた可能性が高いと言う。9月21日にアル＝ラムサでヨルダン軍を破ったにもかかわらず、9月22日に激しい航空攻撃を受けた後、シリア軍は攻撃を止めて撤退を始めた。

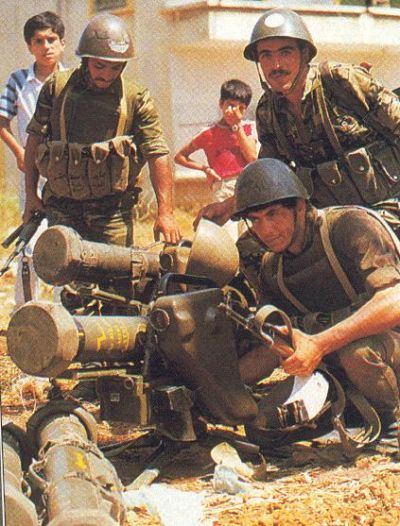
シリアの対戦車部隊は、1982年のレバノンでの戦争中にフランス製の対戦車ミサイル「ミラン」を配備した。

1970年以降、シリアが行った戦闘は以下が含まれる：
- 対イスラエルの第四次中東戦争[15]
- レバノン内戦（1975–1990）、（レバノン民兵、PLO、イスラエルに対して）

シリア軍はまた、1979～1982年にシリアで起きたイスラム教徒の蜂起などシリア国内の反体制運動の弾圧にも関与してきた。1980年3月、第3機甲師団と防衛中隊の分遣隊がアレッポに到着した。この師団は、ハフィズ・アサドのいとこのシャフィク・ファヤド将軍の指揮下にあった。軍隊は「全区画を封鎖し、家々の捜索を行い、しばしば戦車の砲火が先行した」。数百人もの容疑者が検挙された。1982年にハマに配置された従来の陸軍旅団は第3機甲師団の第47機甲旅団と第21機械化旅団の2つだけであり、2つの旅団の将校の4分の3と兵士の3分の1はアラウィー派であった。弾圧の大半は、防衛中隊と特殊部隊によって実行され、その間に特殊部隊はハマを隔離して徹底的に捜索し、政府の反対派と疑われる者を殺害または捕らえていた。
シリア軍は1982年のレバノン戦争中にイスラエルと戦った。
1984年、アリ・ハイダル少将の特殊部隊は、リファト・アサドと彼の防衛中隊による首都占領の試みを阻止するのに役立った。ファヤドの第3機甲師団は首都に移動し、防衛中隊と対決するハイダルの軍隊に加わった。第3機甲師団は、歴史的にダマスカス近郊のアルクタイファを拠点としていたようだった。
ベネットはシリア軍における（師団の上位の）軍団の設立を1985年としている。その40年後の執筆で、トム・クーパーは軍団が「1980年代に」設立されたが、「軍団の設立にもかかわらず、ほとんどの師団司令官は大統領に直接報告を続けていた。それに対応して、シリア軍の参謀長だけでなく、軍団本部も陸軍の師団に対して限定的な作戦統制しか行使しなかった」と書いている。

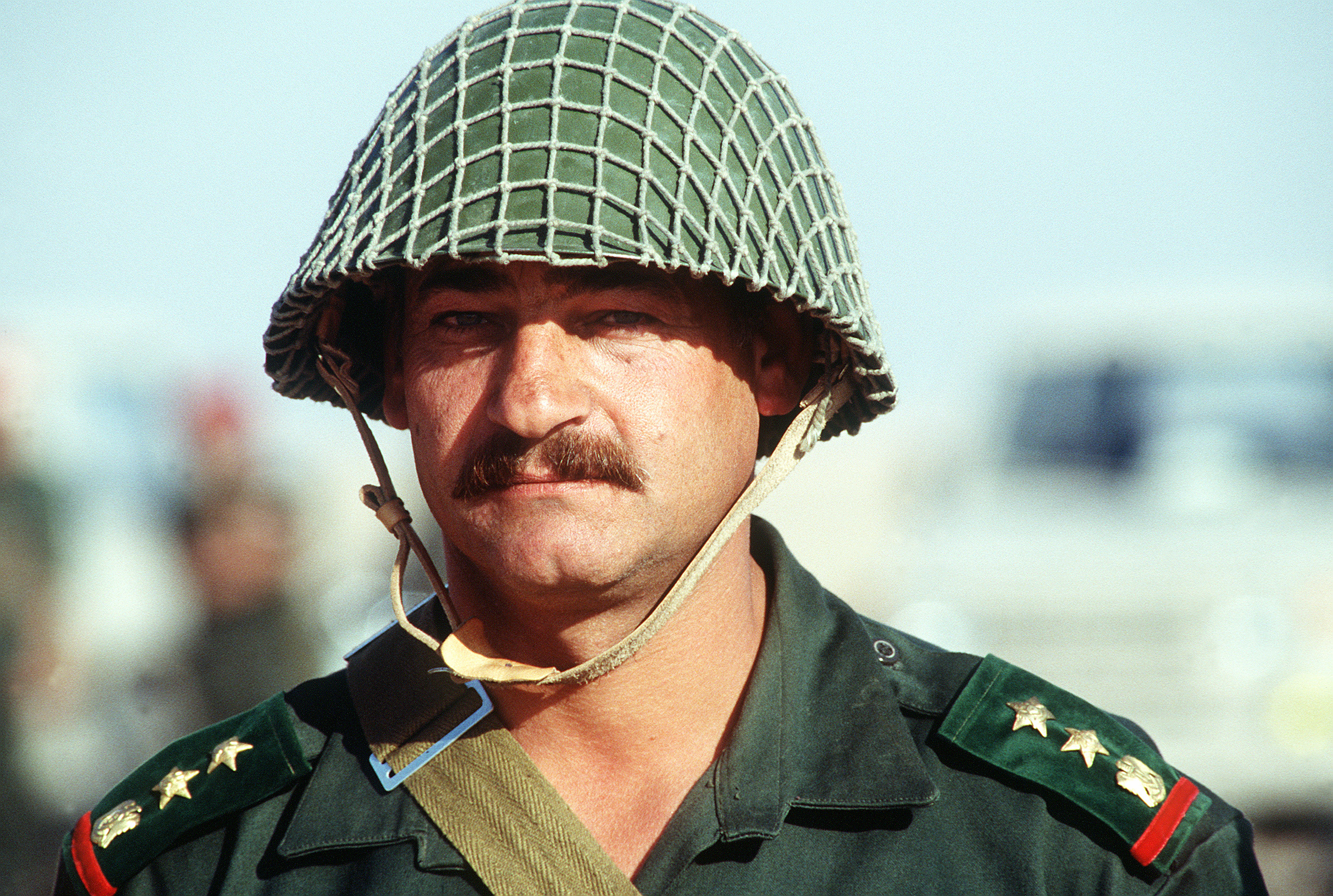
第一次湾岸戦争中のシリア軍大佐。

第9機甲師団は1991年の湾岸戦争でアラブ合同軍司令部北方予備軍を務め、ほとんど行動を起こさなかった。
1994年、ハイダーはアサドの長男バジルの死後、バシャールをイギリス留学から帰国させ、後継者として育てようとするシリア大統領の決定に異議を唱えた。その直後の1994年9月3日に、『ジェーン・ディフェンス・ウィークリー』（JDW）は、当時のハーフィズ・アサド大統領が少なくとも16人の上級軍事司令官を解任したと報告した。その中には、当時特殊部隊の指揮官だったハイダーと、20年近くの間「精鋭」の第3機甲師団を指揮していた大統領のいとこであるシャフィク・ファヤド将軍がいた。第3機甲師団は「ダマスカス周辺に配備された」。 JDWは、「特殊部隊と第3機甲師団は、第1機甲師団とともにアサド政権を守る安全保障構造の重要な要素である。これらの編隊に関連する司令部の変更は、政治的に大きな意味を持つ」と指摘している。蜂起後の報告によると、第1機甲師団は歴史的にアル＝キスワにいたという。
2004年9月29日、JDWはシリアがレバノンのベイルートの数キロ南にある沿岸の丘に拠点を置くシリア陸軍特殊部隊連隊の一部を再配置し始めたと報じた。レバノン陸軍の高官はJDWに、関係する3000人の部隊はシリアに戻るだろうと語った。
コーデスマンは、2006年にシリア陸軍が「陸軍参謀と陸軍司令官直属の2つの軍団を組織した」と書いた。
ロンドンの国際戦略研究所によると、2009年と2010年のシリア陸軍は22万人の正規兵で構成され、軍全体（海軍、空軍、防空軍を含む）では32万5000人の正規兵を擁していた。さらに、約29万人の予備役兵がいる。
2013年、 Agence France Pressは「シリアの減少した治安部隊」についての記事を書いている。

### シリア内戦

シリア内戦中に大砲を配置するシリア軍兵士（2015年）

#### 脱走
2011年10月1日、亡命したシリア軍大佐Riad Assaadによると、高級将校を含む1万人の兵士がシリア陸軍を脱走していたという。脱走した兵士の一部は自由シリア軍を結成して治安部隊や兵士と戦闘を行い、シリア内戦に発展した。
しかし、2011年11月16日にイギリスに本拠を置くシリア人権監視団のトップ、Rami Abdel Rahmanは、シリア陸軍を脱走した兵士は1000人未満と推定した。時を同じくして、FSAの大隊司令官はFSAが陸軍の脱走兵2万5000人を受け入れたと主張した。また、2011年11月に自由シリア軍またはフランス24のウェブサイトでは、シリア軍の兵力を20万人と推定した。しかし、最も階級が高い脱走者の1人であるMustafa al-Sheikh将軍によると、2012年1月にシリア軍は徴兵制を含めて28万人と推定されていた。
2012年3月15日までに、民主化デモ参加者の取り締まりに不満を持ったさらに多くの兵士が反旗を翻し、トルコ当局は2月20日以降の2万人を含む兵士6万人がシリア陸軍を脱走したと述べた。脱走兵のほとんどは下級将校と兵士であったと付け加えられた。2012年7月5日までに、シリア人権監視団は「数万人」の兵士が脱走したと推定した。2012年8月までに、陸軍の総勢1,200人の准将のうち40人の准将が反政府軍へと脱走した。
2013年6月14日、73人のシリア陸軍将校とその家族、計約202人がトルコに避難を求めた。その中には、7人の将軍と20人の大佐が含まれていた。
ロンドンの国際戦略研究所によれば、シリア軍の兵力は2010年と比較して、離反、脱走、死傷者により2013年8月までに約半分に減少しており、現在の兵力は11万人を数えるという。

#### 戦力の低下
ワシントンを拠点とする戦略国際問題研究所のAram Nerguizianによれば、2012年7月までのシリア陸軍からの脱走者の規模は、定量化するのは難しいが、陸軍の戦力に影響を与えるには小さすぎたという。シリア軍の戦略的に重要な部隊は、常にアラウィー派の将校によって管理されている。シリア人権監視団によると、2012年7月までに脱走した「数万人の」兵士は主に重要な指揮統制権にアクセスできないスンニ派であるとNerguizianは述べたが、2012年7月18日のダマスカス爆弾テロ事件で死亡したシリア国防相のダーウド・ラージハはキリスト教徒であった。
アナリストのジョセフ・ホリデイは2013年に、「アサド政権は紛争が始まった当初から、大規模な脱走の危険を冒さずに全軍を動員することができなかった。アサド政権が軍隊を動員する上で直面した唯一の最大の障害は、反体制派を残忍に扱う命令を実行する部隊に依存するという課題であった」と記述している。これにより、バシャールは父親の前例に従い、陸軍の正規部隊をより信頼できる部隊（特殊部隊、共和国防衛隊、または第4機甲師団）に配属させることになった。1982年にハーフィズ・アル＝アサドがハマの反乱鎮圧を指示したときもこの手法が使用された。
シリア内戦が長引くにつれて、シリア陸軍は深刻な徴兵問題に苦しんでおり、宗派を超えた軍人年齢の男性はもはや入隊も徴兵期間にも応じようとはしない。これらの問題は、特にドゥルーズ派人々の間で顕著であり、彼らは政権の治安部隊と衝突し、強制徴兵で政権に拘留されていたドゥルーズ派の若者を解放して軍への入隊を回避させた。アサドのアラウィー派の支持基盤は、彼らのコミュニティの軍人年齢の男性の死傷率が非常に高いため、息子を軍隊に送ることをますます拒否するようになっている。反体制派の情報筋によると、戦闘年齢の25万人のアラウィー派男性の3分の1がシリア内戦で死亡し、宗派とシリア政府の間に大きな緊張が生じているという。
2018年半ばの時点で、当時のイスラエル国防相のアヴィグドール・リーベルマンは、シリア陸軍はシリア内戦初期の人員不足から回復し、2011年以前の戦力水準を取り戻したと述べた。

#### 第3、第11、第17、第18師団の役割
第3機甲師団は、クタイファ周辺の基地からデラー、ザバダニ、ハマに3個旅団の要素を配備し、第11機甲師団は、ホムスとハマの同師団基地の近くに留まっている。
2011年11月15日の欧州連合官報で、欧州理事会は第18機甲師団の司令官としてWajih Mahmud少将を名指しし、ホムスでの暴力行為について彼を制裁した。IISSのヘンリー・ボイドは「ホムスでは、第18機甲師団は特殊部隊と...Maherの事実上の指揮下にある第4師団の要素によって強化された」と指摘している。
Holliday 2013の情報によると、予備の機甲師団はシリア東部を担当する第17師団であることが示唆されている。同師団の第93旅団は、2012年初頭にラッカ県を確保するためにイドリブを出発した。2013年3月3〜6日の戦いで反体制派がラッカを占領したと報じられた後、第17師団の要素は2013年10月にも同市の北部で包囲下に置かれたままであった。

### 国民防衛隊との関係
国民防衛隊（NDF）はシリア陸軍の管理・監督下にあり、歩兵の役割を果たし、地上で反政府勢力と直接戦い、後方支援と砲兵支援を提供する陸軍と連携して対反乱作戦を実行している。
信頼性の問題と脱走に悩むシリア陸軍の将校達は、歩兵作戦の実行や前進する戦車の支援役に正規軍の徴兵よりも意欲的で忠実であると見なすNDFのパートタイムの志願兵を選ぶようになってきた。
身元を明かさないように求めたホムスの将校は、NDFの戦闘員が地上で戦闘員として行動する一方で、軍は後方支援と指示的な役割を果たすことが多くなっていると述べた。
2015年10月、第4突撃軍団（アラビア語：4فيلقاقتحام）が北東部に設立された。NDFは他の精鋭部隊の編制にもかかわらず、シリア全土での軍事作戦において重要な役割を果たし続けている。

## 人口統計
スンニ派イスラム教徒はシリア陸軍の大部分を占めており、政府の高官職に就いている者も多い。シリア内戦開始から現在まで、シリア陸軍は主にスンニ派シリア人で構成されており（たとえば、第4機械化師団はすべてスンニ派で構成され、率いられている ）、高位の軍事的地位には宗教的な指導者が混在している。国防大臣で陸軍および軍隊（以前の特殊部隊）の最高副司令官のファフド・ジャセム・アル・フライジ少将、および内務大臣のモハマド・アル・シャール少将は、スンニ派イスラム教徒の中でも権力を握る立場にある。また、バース旅団などのバース主義者の体制支持者で構成される親アサドスンニ派民兵も管理している。旅団は、汎アラブ主義の理想に忠実な中東地域のスンニ派シリア人と他のスンニ派アラブ人で構成されている。Liwa al-Qudsは、アレッポで活動する親政府のスンニ派パレスチナ民兵である。

## 2001年の構造

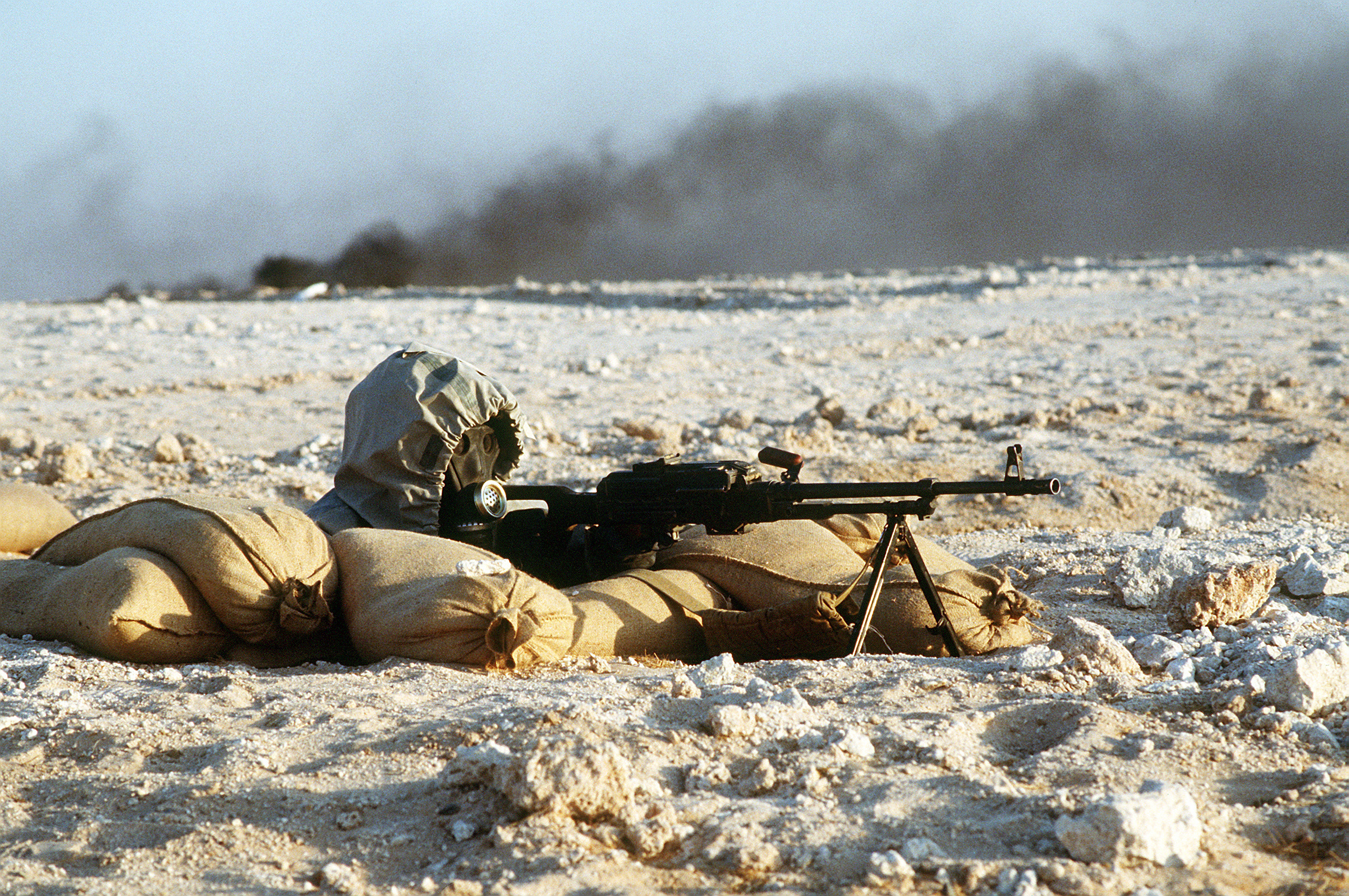
砂漠の盾作戦の一環としての火力演習において、塹壕内の持ち場から7.62mmPKM軽機関銃で狙うシリアの兵士。兵士は核生物化学兵器マスクを着用している

リチャード・ベネットは2001年に、「陸軍により柔軟性を与え、指揮系統を分散化することで戦闘効率を向上させ、1982年のイスラエルのレバノン侵攻の際に得た教訓の少なくとも一部を吸収するために1985年に3個軍団が結成された」と書いている。陸軍の組織と軍事ドクトリンはソ連のモデルに従っていた。
リチャード・ベネットの2001年の戦闘序列の推定は次の通り：
- 第1軍団（本部：ダマスカス）- ゴラン高原、要塞地帯から南はヨルダン国境近くのダルアーまでをカバーする。
  - 第5機甲師団 - 第17・第96機甲旅団と第112機械化旅団を擁する
  - 第6機甲師団 - 第12・第98機甲旅団と第11機械化旅団を擁する
  - 第7機械化師団 - 第58・第68機甲旅団と第78機械化旅団を擁する
  - 第8機甲師団 - 第62・第65機甲旅団と第32機械化旅団を擁する
  - 第9機甲師団 - 第43・第91機甲旅団と第52機械化旅団を擁する

ベネットはまた、第1軍団はヘルモン山とゴラン高原の他の場所にあるイスラエルのシギント＆監視所に対するヘリボーンコマンドー作戦用に訓練された2個を含む4個の独立した特殊部隊連隊を保有していたと述べた。
- 第2軍団（本部：ザバダニ）、ダマスカスの北からホムスまでをカバーし、レバノンを含む。
  - ベネットは2001年に、第2軍団の主要部隊には以下の部隊が含まれると考えられていると述べた。
  - 第1機甲師団 - 第44、第46機甲旅団、第42機械化旅団を擁する
  - 第3機甲師団 - 第47、第82機甲旅団、第132機械化旅団を擁する
  - 第11機甲師団 - 第60、第67機甲旅団、第87機械化旅団を擁する
  - 第4機械化師団 - 第1機甲旅団と第61、第89機械化旅団を擁する
  - 第10機械化師団（本部：レバノン・Shtroura）- 同師団の主要部隊は（2001年に）戦略上重要なベイルート-ダマスカス高速道路の管理のために配備され、ヤンタ近郊に第123機械化旅団、ベッカー渓谷のザフレ近郊に第51機甲旅団、Dahr al-Baidarの複合施設周辺に第85機甲旅団が配備された。
  - 第3、第11機甲師団からの他の3個の重旅団は、レバノン東部に定期的に配備されていることが知られていた。
  - レバノンには5個の特殊部隊連隊があった。
- 第3軍団（本部：アレッポ）は北部に拠点を置き、ハマ、トルコとイラクの国境、地中海の海岸線をカバーしており、化学および生物兵器とミサイルの生産・発射施設の複合施設の保護を任務としていた。
  - 第2予備機甲師団 - 第14、第15機甲旅団、第19機械化旅団を擁していた。同師団はまた、主要機甲部隊の訓練編隊としても活動していると考えられていた。2001年に報告された「第2」の呼称は、シリア内戦時には報告されていないため、間違っていた可能性がある。
  - 第2軍団の管理下にある他の部隊には、4個の独立歩兵旅団、1個の国境警備旅団、1個の独立機甲連隊（事実上の旅団グループ）および1個の特殊部隊連隊が含まれる。
  - 沿岸防衛旅団 - 主に第3軍団管区内で独立部隊として活動していた。ラタキアの海軍基地に本部を置き、ラタキア、バニアス、ハミディエ、タルトゥースの4つの沿岸防衛大隊を擁していた。各大隊は、短射程のSSC-3 Styxと長射程のSSC-1B シェパルミサイルシステムの両方の4台のランチャーを備えている。

IISSは、2006年に小規模の編隊を次のようにリストアップしている
- 4個の独立歩兵旅団
- 10個の独立空挺特殊部隊連隊（7個連隊は第2軍団に所属）
- 2個の独立砲兵旅団
- 2個の独立対戦車旅団
- 3個のSSM旅団（各旅団に3個のSSM大隊を擁する）を持つ地対地ミサイルコマンド
  - FROG-7を備えた1個旅団
  - スカッド-B/C/Dを備えた1個旅団
  - SS-21スカラブを備えた1個旅団
- 3個の沿岸防衛ミサイル旅団
  - 4台のSS-C-1B Sepalランチャーを備えた1個旅団
  - 6台のP-15 テルミートランチャー（NATOコードネーム：SS-C-3「Styx」）を備えた1個旅団
  - 6台以上のP-800 オーニクスランチャーを備えた1個旅団
- 1個の国境警備旅団

ダマスカスの防衛：
- 第4機械化師団（防衛中隊は、機甲師団相当の569部隊に改編され、1984年に第4機甲師団となった[55]）
- 共和国防衛隊機甲師団 - 3個の機甲旅団、1個の機械化旅団、1個の砲兵連隊を擁する。

## 2013年の構造
ジョセフ・ホリデイによれば、2013年2月時点の戦闘序列（全員）は以下の通り
- 3個軍団（Falaq）：3〜4師団の50,000人
- 14個師団（Firqa）：それぞれ5〜6個旅団/連隊の5,000〜15,000人の男性
- 40個以上の旅団（Liwa）：それぞれ5〜6個大隊（1〜3個の機甲/機械化+砲兵/ADA/エンジニア）の2,500〜3,500人の男性
  - 機械化：
    - 3個機械化大隊の105台のIFV
    - 1個機甲大隊に41両の戦車
    - 兵士3,500人

  - 機甲：
    - 3個機甲大隊に戦車105両
    - 1個機械化大隊に31台のIFV
    - 兵士2,500人
- 20個以上の連隊（Fawj）：1,500人
  - 軽歩兵：3個歩兵大隊に兵士1,500人
  - 砲兵：3個砲兵大隊に榴弾砲45台と兵士1500人
- 大隊（Katiba）：4〜5中隊の300〜500人
- 中隊（Sariya）：60〜80人

### 参謀長直属部隊
- 共和国防衛隊
  - Lionesses of Defense機甲大隊（2015年現在）
  - 第100砲兵連隊（D-30 122mm榴弾砲とBM-21 グラートを装備し、市内とその近郊の敵軍の攻撃を撃退することが可能）
  - 第101および第102「セキュリティ」連隊（大統領、政府大臣、政府高官、陸軍本部およびその他の政府機関の安全の確保を任務とする）
  - 第103コマンドー旅団
  - 第104空挺旅団（第800連隊と統合）
  - 第105機械化旅団
  - 第800連隊[57]
  - 第30師団[58] -管理司令として機能する
    - 第18旅団 - 以前は第10機械化師団所属[59]
    - 第106機械化旅団
    - 第123旅団
    - 第124旅団
    - 第47連隊
    - 第147連隊

  - 人気のある治安部隊と支援部隊[60]
- 第4機甲師団
  - 第40機甲旅団
  - 第41機甲旅団
  - 第42機甲旅団
  - 第138機械化旅団
  - 第154砲兵連隊
  - 第555特殊部隊（空挺）連隊
  - Protective Lions（コマンド）- 2014年5月に結成[61]。
- 特殊部隊司令部

注：シリア陸軍の「特殊部隊」は、特殊な「軽」歩兵（空挺、空襲）を意味し、SAAの従来の機械化機甲部隊との関係でのみ「エリート」である。機密解除されたCIAの報告によると、特殊部隊の連隊は、対反乱作戦を行うために作られたとされている。特殊部隊には、第41、第45、第46、第47、第53、第54の独立特殊連隊が含まれる。シリア内戦の初期から特殊部隊が多用された結果、多くの被害が生じ、シリア内戦で最大3個連隊（41、46、54）が破壊された可能性があり、残った3個連隊は共和党防衛隊、虎部隊、第4軍団などの他の組織に統合された。後の報告によると、第54連隊の2個大隊が第17師団に所属している
- 第14特殊部隊師団-これ以上の新兵の募集は行っていないとみられる。
  - 第36、第554、第556特殊部隊連隊
- 第15特殊部隊師団 - まだ一部の部隊は生き残っている。これ以上新兵を引き受けていないとみられる。
  - 第35、第127特殊部隊連隊
  - 第404機甲連隊

シリア内戦中に結成された特殊部隊ユニット
- 第25特殊戦力師団
  - 虎部隊旅団
    - 虎部隊チーム3
    - 虎部隊チーム6

  - パンサー・フォース旅団
- 砂漠の鷹旅団（Liwa Suqur al-Sahara）。 2013年に結成され、2017年に解散。

### 第1軍団
- 第5機械化師団
  - 第112、第132、第15機械化旅団
  - 第12機甲旅団
  - 第175砲兵連隊
- 第6師団
  - 第45連隊
  - 第85旅団
  - 第76機甲旅団 - 現在では解散。以前は第1師団の一部
- 第7機械化師団
  - 第68、第121、第88機械化旅団
  - 第78機甲旅団
  - （詳細不明）砲兵連隊
- 第9機甲師団
  - 第34、第43機甲旅団
  - 第52機械化旅団。第52機甲旅団は2013年5月にシリア南部のデラーで報告された[64]
  - 第90旅団[65]
  - 第89砲兵連隊

さらに、第1軍団には第61、第90独立歩兵旅団を擁していた。

### 第2軍団
- 第1機甲師団
  - 第91、第153機甲旅団
  - 第58機械化旅団
  - 第61歩兵旅団
  - 第141砲兵連隊
- 第10機械化師団
  - 第85、第62機械化旅団
  - 第56機甲旅団 - 現在は活動していない

### 第3軍団
- 第3機甲師団
  - 第65、第81機甲旅団
  - 第21機械化旅団
  - （詳細不明）砲兵連隊（Cooper 2015によって2011年に師団と記載された第67および第123砲兵連隊の両方） [66]
- 第8機甲師団
  - 第33機甲旅団-第9師団から移籍
  - 第45旅団-新しく結成された
  - 第47機甲旅団-第3師団から移籍
- 第11機甲師団 - Abu al-Duhurと第二次Wadi Deif包囲戦に関与
  - 第60、第67機甲旅団
  - 第87機械化旅団
  - （詳細不明）砲兵連隊（Cooper 2015によって師団と記載された第89砲兵連隊）[66]

2016年2月24日、 abna24.comは次のように報じた：「昨春、シリア陸軍の第11戦車師団の第87旅団がイドリブ県を横断して大規模な退却を開始し、県都と戦略的に重要な都市ArihaとJisr Al-ShughourをJaysh Al-Fateh（征服軍）に譲歩し、シリア北部のこの県からのばつの悪い退却を行った」。
北部と北東部の他の師団には、第17師団（HQ Dayr az-Zawyr）と第18機甲師団（本部アレッポ）があり、名目上は独立していたが、第3軍団の監督下に置かれていた。

### 第4軍団
2011年に内戦が始まって以降に2つの新しい軍団が設立された。「第4突撃軍団」、「第4軍団-突撃」とも呼ばれる第4軍団は、2015年からロシアの支援を受けて組織されたシリア陸軍の新しい編成である。第4軍団の当初の計画では、弱体化した正規の陸軍部隊だけでなく、一部の国民防衛隊（NDF）の部隊を含む非正規の親政府民兵をラタキア県やタルトゥース県、アルガブ平野に再配置することであった。これらの部隊は、ロシア軍によって訓練、編成、武装され、ロシアの航空支援を受けてシリア北西部を奪還する「特別な」地上部隊になりえた。
その後、2015年の夏と秋に第4軍団が組織されたとき、出自が大きく異なる部隊が含まれていた。これらの中には、新軍団の本部として機能する第103共和国防衛旅団が含まれており、第3師団と第4師団、バアス党、NDF、アラウィー派民兵から引き抜かれた部隊共に含まれていた。アラウィー派の戦闘員は12の部隊に編成され、ロシア、シリア、イランの将校の共同指揮下で戦った。残りは4個の「志願旅団」にグループ化され、いくつかの小規模なロシアの部隊が支援の役割を担っていた。共和国防衛隊と政府から直接支払われる第4軍団は、カーネギー中東センターの専門家ケダー・カドゥールによって「陸軍と民兵部隊を融合させた」編成と表現されている。
2015-2016年ラタキア攻勢やシリア北西部攻勢（2015年10月〜11月）など、第4軍団の初期作戦は比較的成功したが、より多くの民兵を軍団に組み込むことは依然として難航していた。これはおそらく、イランが同国の支配下にあるシリアの部隊を主にロシアが主導する編隊に統合することを許可したらがらないという事実によるものと、第4軍団に統合することで自治権を減殺する試みに多くの民兵が一般的に抵抗したことによるものと思われる。その結果、第4軍団は現在も活動を続けているラタキアにほぼ限定されたままであった。しかし、2016年ラタキア攻勢での同軍団の実績が不足していたため、2016年7月に軍団総指揮官のShuqi Yusuf少将が解任された。全体として、第4軍団は「モスクワの期待に応えられず」、軍団のシリア人司令官達は、軍団内の民兵を「規律ある組織化された軍隊」に改革することに実際に成功したにもかかわらず、「パフォーマンスの低さを示した」。
グレゴリー・ウォーターズは、2017年11月にツイッターで「第6師団は2015年にロシアが設立した第4軍団の下で設立された二つの師団のうちの一つであった。第4軍団プロジェクトは大部分が失敗し、それ以来、第6師団と第2師団はラタキアに残っている」と書いている。

### 第5軍団
第5軍団とも呼ばれる第5攻撃部隊は、シリア内戦において反政府勢力、シリアのアルカイダおよびISILとの戦いに従事するシリア陸軍の全志願制の部隊である。2016年11月22日にシリア軍総司令部が発表した声明によれば、軍団の任務は「テロの撲滅」であり、「事件の急速な進展に対応し、軍隊の成功を支援し、シリア・アラブ共和国でのテロ行為に終止符を打つという人々の願いに応えるために」結成された。第5義勇軍は、国内の18歳以上で「既に兵役対象ではない者や脱走者」を採用する。
アル・サフィール紙のアブドラ・ソレイマン・アリによれば、「第5攻撃軍団」の結成は、ロシア-シリア-イラン-イラク連合のメンバー間の協力の頂点であるという。第5軍団の兵士は、2015年のロシア介入以来、ロシア軍関係者による訓練、装備、助言を受けている。第5攻撃軍団の主力戦車のほとんどは、T-62 MやT-72B3など、近代化されたソ連の戦車である。
第5軍団の部隊であるバアス軍団はバアス旅団の有志で結成された。ロシア国際問題評議会によると、カラモンの盾部隊も第5軍団に加わったというが、他の情報源からはこのことは確認されていない。
2018年2月、ISISハンター（第5軍団サブユニット）の20人のメンバーが、アメリカの空爆で死亡した。

## 2011年4月の軍用装備（保管を含む）
詳細は、「シリア軍の装備(2011年時点)」を参照
シリアの軍事装備の大部分はソ連製であった。
- 機甲戦闘車両：9,300台（保管中を含む）
  - 主力戦車：約4,800台
  - 歩兵戦闘車と機甲兵員輸送車：約4,500台
- 野戦砲：約6,400台
  - 門/榴弾砲：1,900台
  - 対空砲：1,500台
- 自走砲：約850台
  - 自走榴弾砲：約450台
  - 自走式対空砲：約400台
- 対戦車誘導兵器発射装置：2,190台以上
- 多連装ロケットシステム：500台
  - 戦術弾道ミサイル発射装置：84台
- 地対空ミサイル発射装置：4,235台以上
  - MANPADS：4000台以上
  - 自走式防空システム：235台

## ユニフォームと階級章（1987）

### ユニフォームと人員設備
シリアの将校用の軍服は一般的にイギリス陸軍のスタイルに沿っているが、軍の戦闘服はソ連のモデルに沿っている。各軍服には2つのコートがあり、一つはドレス用のロングコートともう一つはカジュアルウェア用のショートジャケットである。陸軍将校の制服は夏はカーキ色、冬はオリーブ色である。特定の陸軍（空挺部隊および特殊部隊）および防空軍の要員は、迷彩服を着用する場合がある。迷彩服の中には、レッドリザードやシリアの葉柄などがあり、現地で作られたERDLのコピーである。将校には戦闘帽、ギャリソンキャップ、ベレー帽（夏はリネン、冬はウール）など、さまざまな帽子を持っている。ベレー帽の色は将校の部隊によって異なり、最も一般的なベレー帽の色は歩兵、工兵、信号、支援兵器の人員が黒、次に機甲、機械化、砲兵の人員が緑、共和国防衛隊と憲兵が赤、特殊部隊が栗色である。
2011年の標準的な戦闘用ヘルメットは、オリーブ色の中国製QGF-02と、予備軍用のソビエトSSh-68であった。どちらも「シリアの葉」迷彩ヘルメットカバーを装備することができる。共和国防衛隊と特殊部隊だけがTAT-BA-7防弾チョッキを装備していた。2015年後半のロシアの軍事顧問の到着に伴い、多くの陸軍部隊が新しいロシア製6B45弾道防弾チョッキとケブラー6B7ヘルメットを装備した。

### 階級
士官の階級章は陸軍と空軍で同じである。これらは、陸軍用の明るい緑または黒の肩板に金と空軍用の明るい青の肩板に金色で示されている。将校の階級は標準的なものであるが、最高位は上級大将に相当するもので、1986年には最高司令官と国防大臣のみが保持している階級である。海軍将校の階級記章は、袖下に着用される金色の縞模様である。シリア海軍の最高位の将校は中将に相当する。陸軍と空軍の准尉の階級は左上腕に着用されるオリーブ色の盾に金の星で示される。下位の下士官の階級は、左上腕に着用された直立の逆さシェブロンで示されている。

### 賞
約25個の勲章とメダルが承認されているが、一般的には上級将校と准尉だけが略綬を着用している。シリアの重要な賞には以下のようなものがある：ウマイヤ勲章、軍事名誉のメダル、戦争メダル、勇気メダル、ヤルムークメダル、戦傷メダルおよび1963年3月8日メダル。

## 陸軍参謀長
- Abdullah Atfeh: 1947–1948年
- Husni al-Za'im: 1948年 –
- Sami al-Hinnawi:  – 1950年
- Anwar Bannud: 1950年1月2日 – 1951年4月23日
- Fawzi Selu: 1951 –
- Shawkat Shuqayr:
- Tawfiq Nizam al-Din: – 1957年
- Afif al-Bizri: 1957–1959年
- Jamal al-Faisal: 1959年 –
- Abd al-Karim Zahr al-Din: – 1963年3月8日
- Ziad al-Hariri: 1963年3月8日 – 1963年7月8日
- サラーフ・ジャディード: 1963年11月11日 – 1966年
- Ahmad Suwaydani: 1966年 – 1968年
- Mustafa Tlass: 1968–1972年
- Yusuf Shakkur: 1972 – 1974年
- Hikmat al-Shihabi: 1974 – 1998年
- Ali Aslan: 1998–2002年
- Hasan Turkmani: 2002–2004年
- Ali Habib Mahmud: 2004年6月3日 – 2009年6月3日
- Dawoud Rajiha: 2009年6月3日 – 2011年8月8日
- Fahd Jassem al-Freij: 2011年8月8日 – 2012年7月18日
- Ali Abdullah Ayyoub: 2012年7月18日 – 2018年1月1日

## 記念日
8月1日は全国的に陸軍の日とされている。2013年、バシャール・アル＝アサド大統領がダーライヤーの兵士達を訪問した。彼は軍に対し、反政府勢力に対する勝利を確信しているというメッセージを伝えた。

## ノート
この記事にはパブリックドメインである、米国議会図書館各国研究が作成した次の文書本文を含む。Library of Congress Country Studies.
1. ↑  Syria News 1 August 2013, President Bashar Al-Assad visits soldiers to mark Army Day and pledge victory. 3 August 2013. 2016年3月24日時点のオリジナルよりアーカイブ。YouTubeより2015年10月12日閲覧。
2. ↑  IISS 2019, p. 368.
3. ↑  “The World Factbook”. cia.gov. 2014年7月2日時点のオリジナルよりアーカイブ。2013年6月15日閲覧。
4. ↑  “CIA World Factbook”.   CIA. 2016年3月22日時点のオリジナルよりアーカイブ。2013年6月14日閲覧。
5. ↑  Pollack 2002, p. 447.
6. ↑  Morris, Benny (2008), 1948: A History of the First Arab–Israeli War, p. 251. Yale University Press. ISBN 978-0-300-15112-1.
7. ↑  Pollack 2002, p. 448.
8. ↑  Pollack 2002, p. 457–458.
9. ↑  Pollack 2002, p. 458.
10. ↑  Pollack 2002, p. 459–460.
11. ↑  Pollack 2002, p. 464.
12. ↑  Hanna Batatu (1999). Syria's Peasantry, the Descendants of Its Lesser Rural Notables, and Their Politics. Princeton University Press. p. 228. ISBN 978-0-691-00254-5.  オリジナルの31 December 2013時点におけるアーカイブ。 2013年3月27日閲覧。
13. ↑  Samuel M. Katz, Arab Armies of the Middle East Wars, Osprey Publishing Men-at-Arms 194, 1988, 13.
14. ↑  Pollack 2002, p. 476–478.
15. ↑  An order of battle of the Syrian Army in October 1973 can be found in Colonel Trevor Dupuy, Elusive Victory: The Arab–Israeli Wars 1947–74, MacDonald and Jane's, London, 1978
16. ↑  Patrick Seale, Asad: The Struggle for the Middle East (London: I.B. Tauris & Co, 1988), p.327, via Holliday 2013, 12.
17. ↑  Nikolaos van Dam, The Struggle for Power in Syria: Politics and Society under Asad and the Ba'th Party, (New York: I.B. Tauris & Co Ltd, 2011), p.114, via Holliday 2013, 12.
18. ↑  van Dam, 2011, p.104, via Holliday 2013.
19. 1 2  “Syria's Praetorian Guards: A Primer”. Middle East Intelligence Bulletin.   Vol. 2 No. 7 (5 August 2000). 2012年7月4日時点のオリジナルよりアーカイブ。2011年5月20日閲覧。
20. 1 2  “Is the Syrian Army Falling Apart?”.   matthewaid.com. 2014年1月16日時点のオリジナルよりアーカイブ。2012年3月16日閲覧。
21. ↑  Cooper 2015, p. 13.
22. ↑  Norman Schwarzkopf, It Doesn't Take A Hero, Bantam Books, 1993, 467–69.
23. ↑  Nicholas Blandford, "Syria reduced troop strength in Lebanon," Jane's Defence Weekly, 29 September 2004, 31.
24. ↑  International Institute for Strategic Studies, The Military Balance 2010, 272–273.
25. 1 2 3  “Syria's diminished security forces”. Agence France-Presse. (2013年8月27日).  オリジナルの2014年7月14日時点におけるアーカイブ。 2014年5月14日閲覧。
26. 1 2 3  “Syrian defections hurt army morale”. Independent Online (South Africa) (2012年7月5日). 2013年12月9日時点のオリジナルよりアーカイブ。2014年1月6日閲覧。
27. ↑  “Over 10,000 soldiers have deserted Syria army, says high-ranking defector”. Haaretz. Reuters and Deutsche Presse-Agentur. (2011年10月1日).  オリジナルの2013年11月16日時点におけるアーカイブ。 2014年1月6日閲覧。
28. ↑  Atassi, Basma (2011年11月16日). “Free Syrian Army grows in influence”. Al Jazeera.  オリジナルの2014年1月17日時点におけるアーカイブ。 2014年1月6日閲覧。
29. ↑  “Free Syrian Army soldier: "We lack weapons"”. France 24. (2011年11月18日).  オリジナルの2013年10月20日時点におけるアーカイブ。 2014年1月7日閲覧。
30. ↑  “Syria's army weakened by growing desertions”. Reuters. (2012年1月1日).  オリジナルの2015年10月1日時点におけるアーカイブ。 2017年7月2日閲覧。
31. ↑  Emre, Peker; Abu-Nasr, Donna (2012年3月15日). “Syrian Armed Forces Desertion Said to Surge to 60,000”. Bloomberg.  オリジナルの2013年9月21日時点におけるアーカイブ。 2014年1月7日閲覧。
32. ↑  “Chief of protocol at the Syrian presidential palace denies defection”. Al Arabiya. (2012年8月9日).  オリジナルの2012年8月9日時点におけるアーカイブ。 2012年8月9日閲覧。
33. ↑  “Dozens of Syrian officers defect to Turkey as Russia warns against arming rebels”. Haaretz (2013年6月14日). 2013年6月15日時点のオリジナルよりアーカイブ。2013年6月15日閲覧。
34. ↑  Holliday, 2013, 11, 12.
35. ↑  “DEFECTED GENERAL: 'DRUZE DO NOT REPRESENT A COG IN THE REGIME MACHINE'”.   Syria Direct (2015年3月30日). 2015年4月2日時点のオリジナルよりアーカイブ。2015年4月7日閲覧。
36. ↑  Sherlock, Ruth (2015年4月7日). “In Syria's war, Alawites pay heavy price for loyalty to Bashar al-Assad”. The Daily Telegraph.  オリジナルの2015年4月7日時点におけるアーカイブ。 2015年4月7日閲覧。
37. ↑  “Israel sees Syrian army growing beyond pre-civil war size”. DefenceWeb. Reuters. (2018年8月8日).  オリジナルの2019年1月11日時点におけるアーカイブ。 2019年1月10日閲覧。
38. ↑  Holliday 2013, 26, citing "By All Means Necessary: Individual and Command Responsibility for Crimes against Humanity in Syria," Human Rights Watch, December 2011, p. 36; Syrian Observatory for Human Rights Facebook page Archived 2014-03-13 at the Wayback Machine., January 24, 2012; Syrian Revolution Coordinator’s Union Facebook page Archived 2012-07-18 at the Wayback Machine., February 7, 2012; Local Coordination Committees website Archived 2013-04-10 at the Wayback Machine., November 15, 2012.
39. ↑  “Council Implementing Regulation (EU) No 1151/2011 of 14 November 2011 implementing Regulation (EU) No 442/2011 concerning restrictive measures in view of the situation in Syria” (PDF). Official Journal of the European Union (2011年11月15日). 2013年5月22日時点のオリジナルよりアーカイブ。2012年10月7日閲覧。
40. ↑  Boyd (2012年3月12日). “Shades of Hama and Grozny in Homs and Idlib”.   International Institute for Strategic Studies. 2012年6月27日時点のオリジナルよりアーカイブ。2012年8月11日閲覧。
41. ↑  Holliday, 2013, 42, 46, 47. Holliday's sources include "Skype Interview with exiled former Syrian Army General Officer in Washington, DC on April 19, 2012."
42. ↑  Holliday, 2013, 33, citing "Clashes between Syrian troops and army defectors kill at least 13," Washington Post, October 13, 2011; Syrian Revolution Coordinator's Union Facebook Page <facebook.com/monasiqoon>, November 13, 2012.
43. ↑  Alice Martins, Watching Rebels Fight Among Themselves for the City of Raqqa Archived 2013-10-29 at the Wayback Machine., SyriaDeeply.org Beta, October 2, 2013.
44. ↑  news24.com
45. ↑  Iran's Secret Army. YouTube. 22 November 2013. 2016年1月2日時点のオリジナルよりアーカイブ。2015年10月12日閲覧。
46. ↑  “Insight: Battered by war, Syrian army creates its own replacement”.   Reuters (2013年4月21日). 2013年6月1日時点のオリジナルよりアーカイブ。2017年7月2日閲覧。
47. ↑  “ماهو الفيلق الرابع اقتحام الذي بدأ عملياته في ادلب و ماهي مهامه؟ - وكالة أوقات الشام الإخبارية”. shaamtimes. 2016年9月2日時点のオリジナルよりアーカイブ。2016年5月24日閲覧。
48. ↑  Potter, Lawrence G. (2014). Sectarian Politics in the Persian Gulf. New York: Oxford University Press. p. 36. ISBN 978-0199377268
49. ↑  Chris Tomson (2016年4月6日). “Strategic town of Al-Eis recaptured during night raid led by Iranian troops - Map update”. Al-Masdar News. 2019年12月4日閲覧。
50. ↑  Thanassis Cambanis (2015年11月5日). “Assad's Sunni Foot Soldiers”. Foreign Policy. 2019年12月4日閲覧。
51. ↑  “Pro-regime Sunni fighters in Aleppo defy sectarian narrative - Al-Monitor: the Pulse of the Middle East”. Al-Monitor (2014年3月14日). 2019年12月4日閲覧。
52. ↑  Richard M. Bennett, The Syrian Military: A Primer Archived 2012-06-29 at the Wayback Machine., Middle East Intelligence Bulletin, August/September 2001.
53. ↑  Library of Congress Country Study Syria
54. ↑  International Institute for Strategic Studies, The Military Balance 2006, p.208-9
55. ↑  “Archived copy”. 2012年3月8日時点のオリジナルよりアーカイブ。2012年4月6日閲覧。
56. ↑  “Archived copy”. 2013年11月1日時点のオリジナルよりアーカイブ。2013年12月30日閲覧。
57. ↑  Leith Fadel. “Four high-ranking jihadist commanders killed in Aleppo”.  Al-Masdar News. 2017年2月16日時点のオリジナルよりアーカイブ。2017年3月2日閲覧。
58. ↑  Paul Antonopoulos. “New Syrian Arab Army Division established in preparation of new offensive”.  Al-Masdar News. 2017年2月2日時点のオリジナルよりアーカイブ。2017年3月2日閲覧。
59. 1 2  “The Lion and The Eagle: The Syrian Arab Army's Destruction and Rebirth”. Middle East Institute. 2020年5月20日閲覧。
60. ↑  “Archived copy”. 2017年3月27日時点のオリジナルよりアーカイブ。2017年5月6日閲覧。
61. 1 2  Valentin Vasilescu (2016年3月14日). “The rebirth of the Syrian Arab Army”. Voltaire Network. 2016年4月17日時点のオリジナルよりアーカイブ。2016年4月17日閲覧。
62. ↑  https://www.cia.gov/library/readingroom/docs/CIA-RDP06T00412R000606620001-0.pdf
63. ↑  “Return to the northeast: Syrian Army deployments against Turkish forces”. Middle East Institute. 2020年5月20日閲覧。
64. ↑  “Largest Syrian Brigade Nears Breaking Point”. Arutz Sheva. 2013年6月7日時点のオリジナルよりアーカイブ。2013年6月7日閲覧。
65. ↑  Fadel (2016年9月12日). “Syrian Army restores all lost points in Golan Heights”. 2016年9月13日時点のオリジナルよりアーカイブ。2016年9月18日閲覧。
66. 1 2  Cooper 2015, p. 18.
67. ↑  “Syrian commandos begin long campaign to Jisr Al-Shughour” (2016年2月20日). 2016年4月30日時点のオリジナルよりアーカイブ。2016年5月24日閲覧。
68. ↑  Cooper 2015, p. 13, 18-19.
69. 1 2 3  Pesach Malovany (2018年2月16日). “Mother Russia Holds the Reigns”. Israel Defense (Arrowmedia). 2018年2月19日時点のオリジナルよりアーカイブ。2018年2月18日閲覧。
70. 1 2  “The Fifth Legion: A New Auxiliary Force - Syria Comment”. 2018年8月13日時点のオリジナルよりアーカイブ。2019年3月10日閲覧。
71. 1 2  “Streitkräfte des Assad-Regimes, Februar 2017” (German). Truppendienst.com (Austrian Armed Forces) (2017年2月15日). 2018年2月4日時点のオリジナルよりアーカイブ。2018年2月3日閲覧。
72. 1 2  Abdulrahman al-Masri (2017年1月11日). “Analysis: The Fifth Corps and the State of the Syrian Army”. Syria Deeply. 2018年2月4日時点のオリジナルよりアーカイブ。2018年2月3日閲覧。
73. ↑  Nidal Hmadeh (2015年8月19日). “The Syrian 4th Regiment...the Full Story”. al-Ahed News. 2018年2月4日時点のオリジナルよりアーカイブ。2018年2月3日閲覧。
74. ↑  Kheder Khaddour (2016年3月14日). “Strength in Weakness: The Syrian Army's Accidental Resilience”. Carnegie Middle East Center. 2018年2月8日時点のオリジナルよりアーカイブ。2018年2月3日閲覧。
75. ↑  Sylvia Westall (2015年10月8日). “Syria extends offensive to retake territory in west”. Reuters. 2018年2月19日時点のオリジナルよりアーカイブ。2018年2月18日閲覧。
76. ↑  Aymenn Jawad Al-Tamimi (2016年12月24日). “The Fifth Legion: A New Auxiliary Force”. Syria Comment. 2018年2月20日時点のオリジナルよりアーカイブ。2018年2月18日閲覧。
77. ↑  Waters (2018年11月17日). “The +20 men killed near Sirmaniyah reportedly belonged to the 6th Division, one of two divisions created under the Russian-built 4th Corps back in 2015. The 4th Corps project largely failed & the 6th & 2nd Divisions have remained in Latakia since. https://twitter.com/QalaatAlMudiq/status/1063849712829308931 …”. 2020年5月20日閲覧。
78. ↑  “Syrian army forms volunteer corps to fight militants”. Reuters. (2016年11月22日).  オリジナルの2016年12月4日時点におけるアーカイブ。 2016年12月5日閲覧。
79. ↑  “Syria army forms new volunteer unit to join anti-terror fight”. Press TV. (2016年11月23日).  オリジナルの2016年11月24日時点におけるアーカイブ。 2020年7月14日閲覧。
80. ↑  “Syria launches new commando force as war heats up”. www.aljazeera.com.  オリジナルの2016年12月7日時点におけるアーカイブ。 2016年12月7日閲覧。
81. ↑  “The Fifth Legion: A New Auxiliary Force” (2016年12月24日). 2016年12月25日時点のオリジナルよりアーカイブ。2016年12月24日閲覧。
82. ↑  وزارة الدفاع في الجمهورية العربية السورية (2017年1月30日). “شاهد رمايات مدفعية الجيش العربي السوري على إرهابيي داعش شرقي حمص وتحرير الكتيبة المهجورة الثالثة”. 2017年1月30日時点のオリジナルよりアーカイブ。2017年1月30日閲覧。
83. ↑  Staff writers. “Fifth Attack Troops Corps entered the Syria civil war” (ペルシア語). mashreghnews.  オリジナルの2016年12月7日時点におけるアーカイブ。 2016年12月7日閲覧。
84. ↑  Leith Fadel (2017年8月11日). “Pictures of Syrian Army units that will lift Deir Ezzor seige 〔ママ〕”. Al-Masdar News. 2017年8月11日時点のオリジナルよりアーカイブ。2017年8月11日閲覧。
85. ↑  “Syrian regime forms militia mostly from the ruling party”. Zaman Alwasl. (2017年3月16日).  オリジナルの2017年3月17日時点におけるアーカイブ。 2017年3月17日閲覧。
86. ↑  Mona Alami (2019年3月6日). “Can Assad's Demobilization, Demilitarization, and Rehabilitation Strategy Actually Consolidate Syria's Paramilitary Forces?”. Washington Institute. 2019年6月18日閲覧。
87. ↑  “Archived copy”. 2018年2月12日時点のオリジナルよりアーカイブ。2018年2月11日閲覧。
88. ↑  “Archived copy”. 2018年4月30日時点のオリジナルよりアーカイブ。2018年2月11日閲覧。
89. ↑  “Archived copy”. 2018年2月12日時点のオリジナルよりアーカイブ。2018年2月11日閲覧。
90. ↑  security. “Syrian Army equipment”. 2020年4月9日閲覧。
91. ↑  “Archived copy”. 2016年2月2日時点のオリジナルよりアーカイブ。2018年11月30日閲覧。
92. 1 2 3  “Uniforms and Rank Insignia”.  Library of Congress (1987年4月). 2017年2月2日時点のオリジナルよりアーカイブ。2018年11月30日閲覧。
93. ↑  “Syria Ssh68”. Brendon's Helmets. 2013年3月30日時点のオリジナルよりアーカイブ。2013年7月12日閲覧。
94. ↑  “PressTV-Assad inspects troops on Syria Army Day”. presstv.ir. 2013年8月11日時点のオリジナルよりアーカイブ。2013年8月2日閲覧。